# 福科納斯 (馬里蘭州)
福科納斯（英語：Four Corners）是位於美國馬里蘭州蒙哥馬利縣的一個普查規定居民點。

## 人口
根據2020年美國人口普查的數據，福科納斯的面積為3.83平方千米，當中陸地面積為3.79平方千米，而水域面積為0.03平方千米。當地共有人口8316人，而人口密度為每平方千米2,171.28人。